# Municipio de Castillos
El municipio de Castillos es uno de los municipios del departamento de Rocha, Uruguay.

## Ubicación
El municipio abarca la zona centro-noreste del departamento de Rocha, limitando al noroeste con el municipio de Lascano, y al sureste con costas sobre el océano Atlántico. 

## Características
El municipio de Castillos fue creado por Ley N.º 18653 del 15 de marzo de 2010, y forma parte del departamento de Rocha. Comprende el distrito electoral EDC de ese departamento. Sus límites quedaron determinados a través del decreto 05/10 de la Junta Departamental de Rocha y su sede es la ciudad de Castillos.
A través de la ley 19319 del 27 de marzo de 2015, se incluyó al distrito electoral ECB dentro de la circunscripción del municipio de Castillos.
Forman parte del municipio las siguientes localidades: 
- Castillos
- Aguas Dulces
- La Esmeralda
- Barra de Valizas
- Cabo Polonio
- Vuelta del Palmar
- Brisas del Polonio
- Los Palmares
- Pinares
- Atlántica

## Autoridades
La autoridad del municipio es el Concejo Municipal, compuesto por el Alcalde y cuatro Concejales.
| Nº | Alcalde                      | Partido             | Inicio del mandato      | Fin del mandato         | Observaciones   | Concejales                                                                         |
| -- | ---------------------------- | ------------------- | ----------------------- | ----------------------- | --------------- | ---------------------------------------------------------------------------------- |
| 1  | José Servetto                | Frente Amplio FA    | 9 de julio de 2010      | 8 de julio de 2015      | Alcalde elegido |                                                                                    |
| 2  | Estacio Sena                 | Partido Nacional PN | 9 de julio de 2015      | 26 de noviembre de 2020 | Alcalde elegido | Néstor Álvarez (PN) Cosme E. Molina (PN) Marcelo Vaselli (FA) Nelson González (FA) |
| 3  | Juan Manuel Olivera Martínez | Partido Nacional PN | 27 de noviembre de 2020 | 2025                    | Alcalde elegido | Sergio Perla (PN) Nivia Marchetti (PN) José Vaselli (FA) Julio Decuadro (FA)       |